# Gaurax apicalis
Gaurax apicalis är en tvåvingeart som beskrevs av Malloch 1915. Gaurax apicalis ingår i släktet Gaurax och familjen fritflugor. Inga underarter finns listade i Catalogue of Life.